# Fuchsia pilosa
Fuchsia pilosa là một loài thực vật có hoa trong họ Anh thảo chiều. Loài này được Fielding & Gardner mô tả khoa học đầu tiên năm 1844.